# Walter Grabowski
Walter Grabowski (* 27. August 1896 in Rosenberg in Westpreußen; † 20. Jahrhundert) war ein deutscher NS-Funktionär, der als Direktor der Heil- und Pflegeanstalt Obrawalde an nationalsozialistischen Euthanasieverbrechen beteiligt war.

## Leben
Grabowski, dessen Vater Drechslermeister war, absolvierte nach dem Schulbesuch an der Gemeindeschule in Stettin eine kaufmännische Lehre. Am Ersten Weltkrieg nahm er von Beginn an durchgehend als Kriegsfreiwilliger teil. Nach Kriegsende schied er im Rang eines Unterfeldwebels aus der Armee aus und schloss sich danach bis 1920 dem Freikorps Feldmarschall Hindenburg an. Danach war er als Handelsvertreter in seiner Heimatstadt und Großhändler tätig. Ab 1931 folgte eine Phase der Arbeitslosigkeit, bis er 1933 kurzzeitig bei der Stadtverwaltung Stettin angestellt war und von 1934 bis 1936 bei der Stadtsparkasse Stettin eine Beschäftigung fand.
Grabowski, der zum 30. Mai 1926 der NSDAP beitrat (Mitgliedsnummer 37.405) und auch der SA angehörte, war ab 1936 NSDAP-Kreisleiter in Schlawe und danach in Greifenhagen.
Nach dem deutschen Überfall auf Polen war er ab dem 1. Oktober 1939 Bürgermeister von Kalisch und dort verantwortlich für antijüdische Maßnahmen. Zusätzlich war er an Sondereinsätzen beteiligt: So leitete er ab November 1939 die Zentralstelle für Krankenverlegungen in Schneidemühl und ab 1940 in der Pflegeanstalt Kosten/Warthegau, wo er an der „verwaltungstechnischen Abwicklung der frühen Krankenmorde im besetzten Polen“ beteiligt war. Ab November 1941 war Grabowski wirtschaftlicher Direktor der Heil- und Pflegeanstalt Obrawalde, wo bis zu 18.000 kranke Menschen Opfer der NS-Euthanasie wurden. Ende Januar 1942 wurde Grabowski mit dem Kriegsverdienstkreuz II. Klasse ohne Schwerter ausgezeichnet. Seit dem 29. Januar 1945, dem Tag als sich das Anstaltspersonal im Zuge der herannahenden Roten Armee nach Westen absetzte, ist sein Aufenthalt nicht mehr zu ermitteln. Möglicherweise beging er 1945 Suizid. Durch das Amtsgericht Berlin-Tiergarten wurde 1961 gegen Grabowski Haftbefehl erlassen, dieser jedoch 1991 aufgrund des mutmaßlichen Todes Grabowskis wieder aufgehoben.